# الدوامة (مسلسل تونسي)
الدوامة مسلسل درامي تونسي يتكون من سبعة عشر حلقة عُرض في رمضان 2017 على قناة الوطنية 1. شارك في المسلسل أكثر من ستين ممثل، وهو من تأليف عبد المنعم حواس وإخراج نعيم بن رحومة، وقد حاز على ثلاث جوائز في استفتاء مجلة سيدتي العربية لسنة 2017: جائزة أفضل مسلسل جماهيري وجائزة أفضل ممثل للفنان محمد علي بن جمعة وجائزة أفضل ممثلة للفنانة وجيهة الجندوبي.

## القصة
يروي المسلسل صراع على قطعة أرض تخفي أسراراً ظلت مخفية في باطنها يجعل عائلتيْ القادري وغانم يتصادمان ليفرقهما حب تملّكها، فيخلق عداوة بين الأبناء بعد ود كان يجمع الآباء. لكن الجيل الجديد من العائلتين رفض أن يقع الزج به في هذه المعركة وخير الحب على الكراهية وتحدي الإملاءات العائلية الجائرة، وراح يبحث وراء السر الذي تخفيه تلك الأرض الملعونة التي فرقت بين العائلتين المتناحرتين.

## الشخصيات
- وجيهة الجندوبي: «زينب القادري» الشقيقة الكبرى لعائلة القادري
- فتحي المسلماني: «عصام القادري»[7] الشقيق الأكبر لعائلة القادري
- محمد علي بن جمعة: «مرتضى غانم» الشقيق الأكبر لعائلة غانم
- جعفر القاسمي: «معتز» متعاون مع عصابة
- حمدي حدة: «عدنان القادري» الشقيق الأصغر لعائلة القادري
- مريم بن مامي: «كاميليا غانم» ابنة عم مرتضى وطليقة عدنان
- دليلة مفتاحي: «حليمة» خادمة المنزل لدى عائلة القادري وكاتمة أسرار زينب
- هاجر حشانة: «وسيلة غانم» شقيقة مرتضى
- فريال الشماري: «راضية» حبيبة عدنان السابقة
- جوليا شواشي: «فاتن القادري» ابنة عدنان وكاميليا
- سماح التوكابري: «أميرة» متعاونة مع عصابة
- أسماء بن عثمان: «نجوى» صحفية
- رشا بن معاوية: «أروى القادري» ابنة عدنان وكاميليا
- رامي الضاوي: «رامي غانم» ابن مرتضى وزوج فاتن
- لمين بلخوجة: «أسامة القادري» شرطي، ابن عصام و خطيب أروى
- محمد علي دمق:  «نيازي الغزواني» خطيب أروى الثاني
- صلاح مصدق: «الحبيب الغزواني» والد نيازي
- ريم الزريبي: «عديلة الغزواني» والدة نيازي، زوجة الحبيب
- محمد العكاري:  «كمال» متعاون مع عصابة وطليق نجوى
- الأسعد بن عبد الله: «الحاج» صديق عائلتيْ القادري وغانم
- مروان العريان: «مجد القادري» ابن عصام
- عزة قعيدة: «ألفة غانم» زوجة مجد وابنة مرتضى
- رابعة السافي: «غالية» خادمة لدى عائلة القادري وجاسوسة لدى مرتضى
- آزر الزوالي: «يسري» صديق أسامة
- علي الخميري: «ابراهيم» والد يسري
- جمال ساسي: «سمير بن خليفة» محامي عائلة القادري
- طارق المناعي: «يوسف القادري» ابن عدنان وراضية
- زهراء بن ميم: «هالة» حبيبة يوسف

## التصوير
يذكر إنه تم تصوير أكثر من 850 مشهد في حوالي 30 ديكور خارجي بتقنيات عالية الدقة.
حلقات المسلسل زارت كل من ولايات تونس الكبرى وصفاقس، كما تم تصوير عدد من المشاهد بفرنسا، وشارك أكثر من 50 ممثل في هذا المسلسل أثثوا خلالها كل المشاهد والتصوير طوال ثلاثة أشهر ونصف.

## الجوائز
| الجائزة            | الفئة                             | النتيجة |
| ------------------ | --------------------------------- | ------- |
| إستفتاء مجلة سيدتي | جائزة أفضل مسلسل جماهيري          | فوز     |
| إستفتاء مجلة سيدتي | جائزة أفضل ممثل: محمد علي بن جمعة | فوز     |
| إستفتاء مجلة سيدتي | جائزة أفضل ممثلة: وجيهة الجندوبي. | فوز     |